# The Curtis Counce Group, Vol. 2: Counceltation
The Curtis Counce Group, Vol. 2: Counceltation est un album de Curtis Counce, bassiste de Jazz West Coast.

## L'album
L'album réunit plusieurs sessions studio réparties entre octobre 1956 et septembre 1957. Le personnel reste le même.

## Titres
- Contemporary Records - S7539
  - 01. Complete (Curtis Counce)
  - 02. How Deep Is the Ocean? (Irving Berlin)
  - 03. Too Close for Comfort (Jerry Bock, Larry Holofcener & George Weiss)
  - 04. Mean To Me (Roy Turk, Fred E. Ahlert)
  - 05. Stranger in Paradise
  - 06. Counceltation
  - 07. Big Foot

## Personnel
Les sessions sont enregistrés par un quintette qui est composé de Jack Sheldon (tp), Harold Land (ts), Carl Perkins (p), Curtis Counce (b) et Frank Butler (d).

## Dates et lieux
- 07: Studio Contemporary, Los Angeles, Californie, 8 octobre 1956
- 05: Studio Contemporary, Los Angeles, Californie, 15 octobre 1956
- 03, 06: Studio Contemporary, Los Angeles, Californie, 22 avril 1957
- 01, 02: Studio Contemporary, Los Angeles, Californie, 12 mai 1957
- 04: Studio Contemporary, Los Angeles, Californie, 3 septembre 1957

## Discographie
- 1957 Contemporary Records - S7539 (LP)

## Référence
- Nat Hentoff, Liner notes de l'album Contemporary Records, 1957.